# Hipergeometrična funkcija
(Gaussova ali navádna) hipergeométrična fúnkcija:586 ali kar Gaussova fúnkcija {\displaystyle {}_{2}F_{1}(a,b;c;z)\,} je v matematiki specialna funkcija, ki jo predstavlja hipergeométrična vŕsta. Kot posebne ali mejne primere vsebuje mnogo drugih specialnih funkcij. Je rešitev linearne navadne diferencialne enačbe 2. reda. Vsaka linearna navadna diferencialna enačba 2. reda s tremi regularnimi singularnimi točkami se lahko transformira v to enačbo.
Sistematični seznami več tisoč objavljenih izrazov v zvezi s hipergeometričnimi funkcijami so npr. v različnih referenčnih delih. Za organiziranje vseh izrazov ne obstaja znani sistem. Tudi ni znanega algoritma, ki bi tvoril vse izraze. Drugače obstaja več različnih algoritmov, ki tvorijo različne nize izrazov. Teorija algoritemskih odkritij izrazov ostaja dejavno raziskovalno področje.

## Zgodovina
Izraz »hipergeometrična vrsta« je prvi uporabil John Wallis leta 1655 v svoji knjigi Neskončna aritmetika (Arithmetica infinitorum). Nanašal se je na vrsto, katere splošna formula členov ima obliko::16
{\displaystyle {\frac {1\cdot 3\cdot 5\cdot \ldots \cdot (2n+1)}{2\cdot 4\cdot \ldots \cdot 2n}}\!\,.}
Hipergeometrične vrste je raziskoval Leonhard Euler, prvi pa jih je celovito sistematično obravnaval Carl Friedrich Gauss.
V 19. stoletju jih je raziskoval Ernst Eduard Kummer, osnovno karakterizacijo hipergeometrične funkcije glede na diferencialno enačbo za katero velja je dal Bernhard Riemann.
Riemann je pokazal, da se lahko diferencialna enačba 2. reda {\displaystyle _{2}F_{1}(z)\,}, obravnavana na kompleksni ravnini, karakterizira (na Riemannovi sferi) z njenimi tremi regularnimi singularnostmi.
Primere, kjer so rešitve algebrske funkcije, je našel Hermann Amandus Schwarz (Schwarzev seznam).

## Hipergeometrična vrsta
Hipergeometrična funkcija je definirana za |z| < 1 s potenčno vrsto:
{\displaystyle {}_{2}F_{1}(a,b;c;z)=\sum _{n=0}^{\infty }{\frac {(a)_{n}(b)_{n}}{(c)_{n}}}{\frac {z^{n}}{n!}}\!\,.}
Je nedoločena (ali neskončna), če je c nepozitivno celo število ({\displaystyle c\leq 0\,}). Tukaj je (q)n (rastoči) Pochhammerjev simbol, definiran kot:
{\displaystyle (q)_{n}={\begin{cases}1&n=0\\q(q+1)\cdots (q+n-1)&n>0\end{cases}}}
Vrsta je končna, če sta a ali b nepozitivni celi števili. Za kompleksne argumente z z absolutno vrednostjo |z| ≥ 1 se lahko vrsta analitično nadaljuje vzdolž poljubne poti na kompleksni ravnini, ki se izogiba vejiščema 0 ali 1.
Ko gre c → −m, kjer je m pozitivno celo število, gre funkcija 2F1(z) → ∞. Če se deli s funkcijo gama Γ(c), obstaja limita:
{\displaystyle \lim _{c\to -m}{\frac {{}_{2}F_{1}(a,b;c;z)}{\Gamma (c)}}={\frac {(a)_{m+1}(b)_{m+1}}{(m+1)!}}z^{m+1}{}_{2}F_{1}(a+m+1,b+m+1;m+2;z)\!\,.}
2F1(z) je najobičajnejša vrsta posplošene hipergeometrične vrste pFq, in se velikokrat označi preprosto kot F(z). Največkrat se pojavlja pri fizikalnih problemih.

## Posebni primeri
Veliko običajnih funkcij se lahko izrazi s hipegeometričnimi funkcijami ali z njihovimi mejnimi primeri. Nekateri tipični zgledi so:
{\displaystyle \ln(1+z)=z{}_{2}F_{1}(1,1;2;-z)\!\,}
{\displaystyle e^{z}={}_{2}F_{1}(1,a;1;a^{-1}z)=1+z{}_{2}F_{1}(1,a;2;a^{-1}z)=1+z+{\tfrac {1}{2}}z^{2}{}_{2}F_{1}(1,a;3;a^{-1}z)\ {\hbox{itd.}}\!\,}
{\displaystyle (1-z)^{-a}={}_{2}F_{1}(a,1;1;z)\!\,}
{\displaystyle \arcsin(z)=z{}_{2}F_{1}\left({\tfrac {1}{2}},{\tfrac {1}{2}};{\tfrac {3}{2}};z^{2}\right)\!\,.}
Konfluentna hipergeometrična funkcija (ali Kummerjeva funkcija) se lahko izrazi kot limita hipergeometrične funkcije:
{\displaystyle M(a,c,z)=\lim _{b\to \infty }{}_{2}F_{1}(a,b;c;b^{-1}z)\!\,,}
tako da se lahko vse funkcije, ki so dejansko njeni posebni primeri, npr. Besslove funkcije, izrazijo kot limite hipergeometričnih funkcij. Med njimi so običajno rabljene funkcije matematične fizike.
Legendrove funkcije so rešitve diferencialne enačbe 2. reda s tremi regularnimi singularnimi točkami, tako da se lahko izrazijo s hipergeometričnimi funkcijami na več načinov. Na primer:
{\displaystyle {}_{2}F_{1}(a,1-a;c;z)=\Gamma (c)z^{\tfrac {1-c}{2}}(1-z)^{\tfrac {c-1}{2}}P_{-a}^{1-c}(1-2z)\!\,.}
Več ortogonalnih polinomov, kot so npr. Jacobijevi polinomi P(α,β)
n in njihovi posebni primeri: Legendrovi polinomi, polinomi Čebišova, Gegenbauerjevi polinomi, se lahko zapiše s hipergeometričnimi funkcijami:
{\displaystyle {}_{2}F_{1}(-n,\alpha +1+\beta +n;\alpha +1;x)={\frac {n!}{(\alpha +1)_{n}}}P_{n}^{(\alpha ,\beta )}(1-2x)\!\,.}
Drugi polinomi, ki so posebni primeri, so še: Kravčukovi polinomi, Meixnerjevi polinomi, Meixner-Pollaczekovi polinomi.
Eliptične modularne funkcije se lahko včasih izrazijo kot obratne funkcije razmerij hipergeometričnih funkcij, katerih argumenti a, b, c so 1, 1/2, 1/3, ... ali 0. Na primer, če je:
{\displaystyle \tau ={\rm {i}}{\frac {{}_{2}F_{1}\left({\frac {1}{2}},{\frac {1}{2}};1;1-z\right)}{{}_{2}F_{1}\left({\frac {1}{2}},{\frac {1}{2}};1;z\right)}}\!\,,}
potem je:
{\displaystyle z=\kappa ^{2}(\tau )={\frac {\theta _{2}(\tau )^{4}}{\theta _{3}(\tau )^{4}}}\!\,.}
eliptična modularna funkcija spremenljivke τ.
Nepopopolne funkcije beta Bx(p,q) so povezane z:
{\displaystyle B_{x}(p,q)={\tfrac {x^{p}}{p}}{}_{2}F_{1}(p,1-q;p+1;x)\!\,.}
Popolna eliptična integrala K in E sta dana z:
{\displaystyle K(k)={\tfrac {\pi }{2}}\,_{2}F_{1}\left({\tfrac {1}{2}},{\tfrac {1}{2}};1;k^{2}\right)\!\,}
{\displaystyle E(k)={\tfrac {\pi }{2}}\,_{2}F_{1}\left(-{\tfrac {1}{2}},{\tfrac {1}{2}};1;k^{2}\right)\!\,.}

## Hipergeometrična diferencialna enačba
Hipergeometrična funkcija je rešitev Eulerjeve hipergeometrične (diferencialne) enačbe (Gaussove diferencialne enačbe):
{\displaystyle z(1-z){\frac {\mathrm {d} ^{2}w}{\mathrm {d} z^{2}}}+\left[c-(a+b+1)z\right]{\frac {\mathrm {d} w}{\mathrm {d} z}}-abw=0\!\,,}
ki ima tri regularne singualrne točke: 0, 1 in ∞. Posplošitev te enačbe na tri poljubne regularne singularne točke je dana z Riemannovo diferencialno enačbo. Vsaka diferencialna enačba 2. reda s tremi regularnimi singularnimi točkami se lahko prevede na hipergeometrično diferencialno enačbo z zamenjavo spremenljivk.

### Rešitve v singularnih točkah
Rešitve hipergeometrične diferencialne enačbe izhajajo iz hipergeometrične vrste {\displaystyle {}_{2}F_{1}(a,b;c;z)\,}. Enačba ima dve linearno neodvisni rešitvi. V vsaki od treh singularnih točkah 0, 1 in ∞ sta po navadi dve posebni rešitvi oblike {\displaystyle x^{s}\,} krat holomorfna funkcija {\displaystyle x\,}, kjer je {\displaystyle s\,} eden od dveh korenov enačbe, {\displaystyle x\,} pa je lokalna spremenljivka, enaka nič v regularni singularni točki. Tako obstaja 3 × 2 = 6 posebnih rešitev.
Okrog točke {\displaystyle z=0\,} sta dve neodvisni rešitvi, če c ni nepozitivno celo število:
{\displaystyle {}_{2}F_{1}(a,b;c;z)\!\,}
in, ob pogoju, da c ni celo število:
{\displaystyle z^{1-c}{}_{2}F_{1}(1+a-c,1+b-c;2-c;z)\!\,.}
Če je {\displaystyle c\,} nepozitivno celo število {\displaystyle 1-m\,}, potem prva od teh rešitev ne obstaja, in jo zamenja rešitev {\displaystyle z^{m}F(a+m,b+m;1+m;z)\,}. Druga rešitev ne obstaja, če je {\displaystyle c\,} celo število večje od 1, in je enaka prvi rešitvi, ali njeni zamenjavi, če je {\displaystyle c\,} kakšno drugo celo število. Kada je {\displaystyle c\,} celo število, je treba za drugo rešitev vzeti bolj zapleteni izraz, enak prvi rešitvi pomnožen z {\displaystyle \ln z\,} plus druga vrsta v potencah {\displaystyle z\,}, ki vsebuje funkcijo digama. Za podrobnosti glej .
Če {\displaystyle c-a-b\,} ni celo število, okrog točke {\displaystyle z=1\,} obstajata dve neodvisni rešitvi:
{\displaystyle {}_{2}F_{1}(a,b;1+a+b-c;1-z)\!\,}
in:
{\displaystyle (1-z)^{c-a-b}{}_{2}F_{1}(c-a,c-b;1+c-a-b;1-z)\!\,.}
Če {\displaystyle a-b\,} ni celo število, okrog točke {\displaystyle z=\infty \,} obstajata dve neodvisni rešitvi:
{\displaystyle z^{-a}{}_{2}F_{1}\left(a,1+a-c;1+a-b;z^{-1}\right)\!\,}
in:
{\displaystyle z^{-b}{}_{2}F_{1}\left(b,1+b-c;1+b-a;z^{-1}\right)\!\,.}
Če ni pogojev integralnosti, obstajajo druge rešitve, ki so bolj zapletene.
Za vse 3 od zgornjih 6 rešitev velja linearna zveza, ker je prostor rešitev dvorazsežen, kar da (6
3) = 20 linearnih zvez, ki se imenujejo povezavne formule.

### Kummerjevih 24 rešitev
Fuchsovska enačba 2. reda z {\displaystyle n\,} singularnimi točkami ima grupo simetrij, ki deluje projektivno na njene rešitve, izomorfne na Coxeterjevo grupo {\displaystyle D_{n}\,} reda {\displaystyle n!2^{n-1}\,}. Za hipergeometrično enačbo {\displaystyle n=3\,} je tako red grupe 24 in je izomorfna grupi simetrij na 4-ih točkah. Prvi jo je opisal Kummer. Izomorfizem s simetrično grupo je slučajen in nima analogona za več kot 3 singularne točke, tako da je včasih boljše misliti o grupi kot o razšitvi simetrične grupe na 3. točkah, ki deluje kot permutacije 3 singularnih točk s Kleinovo 4-grupo, katere elementi spreminjajo predznake razlik eksponentov pri sodem številu singularnih točk. Kummerjevo grupo 24-ih transformacij dajo tri transformacije z rešitvijo {\displaystyle F(a,b;c;z)\,} ene od zvez:
{\displaystyle (1-z)^{-a}F\left(a,c-b;c;{\tfrac {z}{z-1}}\right)\!\,}
{\displaystyle F(a,b;1+a+b-c;1-z)\!\,}
{\displaystyle (1-z)^{-b}F\left(c-a,b;c;{\tfrac {z}{z-1}}\right)\!\,,}
kar odgovarja transpozicijam (12), (23) in (34) pod izomorfizmom s simetrično grupo na 4-ih točkah 1, 2, 3, 4. (Prva in tretja sta dejansko enaki {\displaystyle F(a,b;c;z)\,}, druga pa je neodvisna rešitev diferencialne enačbe).
24=6×4 Kummerjevih transformacij na hipergeometrično funkcijo da 6 = 2×3 rešitev, kar odgovarja vsakemu od dveh možnih eksponentov v vsaki od treh singularnih točkah, od katerih se vsak pojavi štirikrat zaradi zvez:
{\displaystyle {}_{2}F_{1}(a,b;c;z)=(1-z)^{c-a-b}\,{}_{2}F_{1}(c-a,c-b;c;z)\ \ \ {\text{Eulerjeva transformacija}}\!\,}
{\displaystyle {}_{2}F_{1}(a,b;c;z)=(1-z)^{-a}\,{}_{2}F_{1}(a,c-b;c;{\tfrac {z}{z-1}})\ \ \ {\text{Pfaffova transformacija}}\!\,}
{\displaystyle {}_{2}F_{1}(a,b;c;z)=(1-z)^{-b}\,{}_{2}F_{1}(c-a,b;c;{\tfrac {z}{z-1}})\ \ \ {\text{Pfaffova transformacija}}\!\,.}

### Q-forma
Hipergeometrična diferencialna enačba se lahko prevede na Q-formo:
{\displaystyle {\frac {\mathrm {d} ^{2}u}{\mathrm {d} z^{2}}}+Q(z)u(z)=0\!\,}
s substitucijo {\displaystyle w=uv\,} in izločitvijo prvega člena z odvodom. Tako sledi:
{\displaystyle Q={\frac {z^{2}[1-(a-b)^{2}]+z[2c(a+b-1)-4ab]+c(2-c)}{4z^{2}(1-z)^{2}}},}
{\displaystyle v\,} pa je dan z rešitvijo:
{\displaystyle {\frac {\mathrm {d} }{\mathrm {d} z}}\log v(z)=-{\frac {c-z(a+b+1)}{2z(1-z)}}=-{\frac {c}{2z}}-{\frac {1+a+b-c}{2(z-1)}}\!\,,}
kar je:
{\displaystyle v(z)=z^{-c/2}(1-z)^{(c-a-b-1)/2}\!\,.}
Q-forma je pomembna v zvezi s Schwarzevim odvodom.

### Schwarzeve trikotniške preslikave
Schwarzeve trikotniške preslikave ali Schwarzeve s-funkcije so razmerja parov rešitev:
{\displaystyle s_{k}(z)={\frac {\phi _{k}^{(1)}(z)}{\phi _{k}^{(0)}(z)}}\!\,,}
kjer je k ena od točk 0, 1 ali ∞. Včasih se rabi tudi zapis:
{\displaystyle D_{k}(\lambda ,\mu ,\nu ;z)=s_{k}(z)\!\,.}
Koeficienti povezave so Möbiusove transformacije na trikotniških preslikavah.
Vsaka trikotniška preslikava je regularna v z ∈ {0, 1, ∞}, kjer velja:
{\displaystyle s_{0}(z)=z^{\lambda }(1+{\mathcal {O}}(z))\!\,}
{\displaystyle s_{1}(z)=(1-z)^{\mu }(1+{\mathcal {O}}(1-z))\!\,}
in:
{\displaystyle s_{\infty }(z)=z^{\nu }(1+{\mathcal {O}}({\tfrac {1}{z}}))\!\,.}
V posebnih primerih, ko so λ, μ in ν realni, {\displaystyle \lambda \geq 0\,}, {\displaystyle \mu ,\nu >1\,}, so s-preslikave konformne preslikave zgornje polravnine H k trikotnikom na Riemannovi sferi, omejene s krožnimi loki. Ta preslikava je posebni primer Schwarz-Christoffelove preslikave. Singularne točke 0,1 in ∞ so preslikane v oglišča trikotnika. Koti trikotnika so πλ, πμ in πν.
V primeru, ko je {\displaystyle \lambda =1/p\,}, {\displaystyle \mu =1/q\,} in {\displaystyle \nu =1/r\,} za cela števila p, q, r, trikotnik pokrije sfero, s-preslikave pa so obratne funkcije avtomorfnih funkcij za trikotniško grupo {\displaystyle <p,q,r>=\Delta (p,q,r)\,}.

### Monodromijska grupa
Monodromija hipergeometrične enačbe opisuje kako se osnovne rešitve spremenijo, če se jih analitično nadaljuje akrog poti v ravnini z, ki se vrnejo k isti točki. Kadar se pot vije okrog singularnosti {\displaystyle {}_{2}F_{1}\,}, se bodo rešitve v končni točki razlikovale od tistih v začetni točki.
Dve osnovni rešitvi hipergeometrične enačbe sta med seboj povezani z linearno transformacijo, tako da je monodromija preslikava (homomorfizem grupe):
{\displaystyle \pi _{1}(\mathbf {C} \setminus \{0,1\},z_{0})\to GL(2,\mathbf {C} )\!\,,}
kjer je {\displaystyle \pi _{1}\,} fundamentalna grupa. Monodromija je dvorazsežna linearna predstavitev fundamentalne grupe. Monodromijska grupa enačbe je slika te preslikave, oziroma grupa, ki jo tvorijo matrike monodromije.

## Integralske formule

### Eulerjev tip
Če je B funkcija beta, velja:
{\displaystyle \operatorname {\mathrm {B} } (b,c-b){}_{2}F_{1}(a,b;c;z)=\int _{0}^{1}x^{b-1}(1-x)^{c-b-1}(1-zx)^{-a}\,\mathrm {d} x\qquad \Re (c)>\Re (b)>0\!\,,}
kjer je {\displaystyle |z|<1\,} ali {\displaystyle |z|=1\,} in obe strani konvergirata. Izraz se lahko dokaže z razvojem {\displaystyle (1-zx)^{-a}\,} s pomočjo binomskega izreka in integracijo po členih. Izraz je podal Euler leta 1748 in obsega Eulerjeve in Pfaffove hipergeometrične transformacije.
Druge predstavitve, ki odgovarjajo drugim vejam, so dane z enakimi integrandi, pot integracije pa je sklenjena Pochhammerjeva krožnica, ki zapira singularnosti na različne načine. Takšne poti odgovarjajo monodromijski akciji.

### Barnesov integral
Barnes je s pomočjo teorije o residuih izračunal Barnesov integral:
{\displaystyle {\frac {1}{2\pi i}}\int _{-i\infty }^{i\infty }{\frac {\Gamma (a+s)\Gamma (b+s)\Gamma (-s)}{\Gamma (c+s)}}(-z)^{s}\,\mathrm {d} s\!\,}
kot:
{\displaystyle {\frac {\Gamma (a)\Gamma (b)}{\Gamma (c)}}\,_{2}F_{1}(a,b;c;z)\!\,,}
kjer se kontura nariše, da ločuje pole 0, 1, 2... od polov −a, −a − 1, ..., −b, −b − 1, ... .

### Johnova transformacija
Hipergeometrična funkcija se lahko zapiše kot Johnova transformacija.